# Condado de Cuevas de Vera
El condado de Cuevas de Vera es un título nobiliario español creado por el rey Alfonso XIII en favor de Carlos Caro y Potestad mediante real decreto del 31 de diciembre de 1911 y despacho expedido el 31 de enero de 1912.
Fue rehabilitado en 1993 por el rey Juan Carlos I en favor del nieto del primer titular, Álvaro Carlos Caro y Martini.
Su denominación hace referencia a las múltiples cuevas existentes en la zona de Vera (Almería), muy próximas a Cuevas del Almanzora, también en la provincia de Almería.

## Condes de Cuevas de Vera
|                             | Titular                      | Periodo                   |
| Creación por Alfonso XIII   | Creación por Alfonso XIII    | Creación por Alfonso XIII |
| --------------------------- | ---------------------------- | ------------------------- |
| I                           | Carlos Caro y Potestad       | 1912-1973                 |
| Rehabilitación por Carlos I |                              |                           |
| II                          | Álvaro Carlos Caro y Martini | 1993-hoy                  |

## Historia de los condes de Cuevas de Vera
- Carlos Caro y Potestad (22 de marzo de 1889-Biarritz, Francia, 6 de febrero de 1973), I conde de Cuevas de Vera, señor de Caltavuturo, diplomático, Cruz Roja del Mérito Militar, medalla pontificia «Benemerenti» Pio XI, caballero de la Orden de Montesa.[3][4]

Casó el 16 de septiembre de 1915, en Biarritz, con María de las Mercedes Apolonia Adela Atucha Staremberg y Llavallol (1899-1970). El 29 de septiembre de 1993, por rehabilitación del 25 de junio del mismo año (BOE del 8 de julio), le sucedió su nieto:
- Álvaro Carlos Caro y Martini, II conde de Cuevas de Vera.[2]